# Matt O’Leary

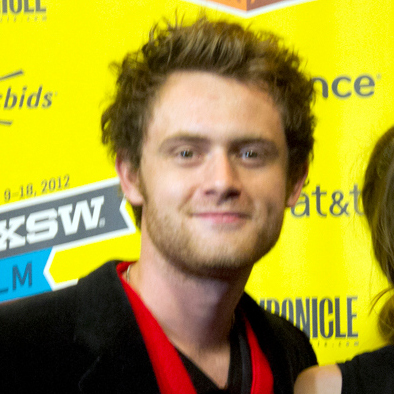
Matt O’Leary

Matthew „Matt“ Joseph O’Leary (* 6. Juli 1987 in Chicago, Illinois, USA) ist ein US-amerikanischer Filmschauspieler.

## Leben
O’Learys Filmdebüt erfolgte 2000, im Alter von 13 Jahren in der Filmkomödie Mamas Rendezvous mit einem Vampir, ehe er im Jahr 2001 mit den beiden Thrillern Tödliches Vertrauen und Dämonisch erstmals auf der Kinoleinwand zu sehen war.
Spy Kids 2 – Die Rückkehr der Superspione und Mission 3D, 2002 und 2003 produziert, waren weitere Filmprojekte, in denen O’Leary zu sehen war.
2002 unterbrach er die Dreharbeiten zu The Alamo, um bei seinem krebskranken Vater sein zu können, der im selben Jahr verstarb. Die Dreharbeiten zu The Alamo wurden im März 2003 fortgesetzt. 2005 spielte er in Brick mit. Außerdem spielte er eine Rolle in Death Sentence – Todesurteil aus dem Jahr 2007. Im gleichen Jahr war er in dem vierten Teil der Stirb-langsam-Reihe zu sehen. 2008 trat er in dem Horrorfilm Solstice in Erscheinung.
Zuletzt wirkte O’Leary in einer Doppelfolge von Criminal Intent – Verbrechen im Visier mit.

## Nominierungen
Bisher war Matt O’Leary vier Mal für den Young Artist Award nominiert, ging jedoch bis dato leer aus.

## Filmografie (Auswahl)
- 2000: Mamas Rendezvous mit einem Vampir (Mom’s Got a Date with a Vampire)
- 2001: Tödliches Vertrauen (Domestic Disturbance)
- 2001: Dämonisch (Frailty)
- 2002: Spy Kids 2 – Die Rückkehr der Superspione (Spy Kids 2: The Island of Lost Dreams)
- 2002: Alamo – Der Traum, das Schicksal, die Legende (The Alamo)
- 2003: Mission 3D (Spy Kids 3-D: Game Over)
- 2005: Brick
- 2007: Death Sentence – Todesurteil (Death Sentence)
- 2007: Stirb langsam 4.0 (Live Free or Die Hard)
- 2008: Solstice
- 2010: Mother’s Day – Mutter ist wieder da (Mother’s Day)
- 2011: In Time – Deine Zeit läuft ab (In Time)
- 2012: Eden
- 2015: Stung
- 2015: The Submarine Kid
- 2017: Bokeh
- 2018: Skyscraper
- 2019: Marvel’s Agents of S.H.I.E.L.D. (Fernsehserie, 6 Episoden)